# Aiguille hypodermique
Pour les articles homonymes, voir Aiguille.

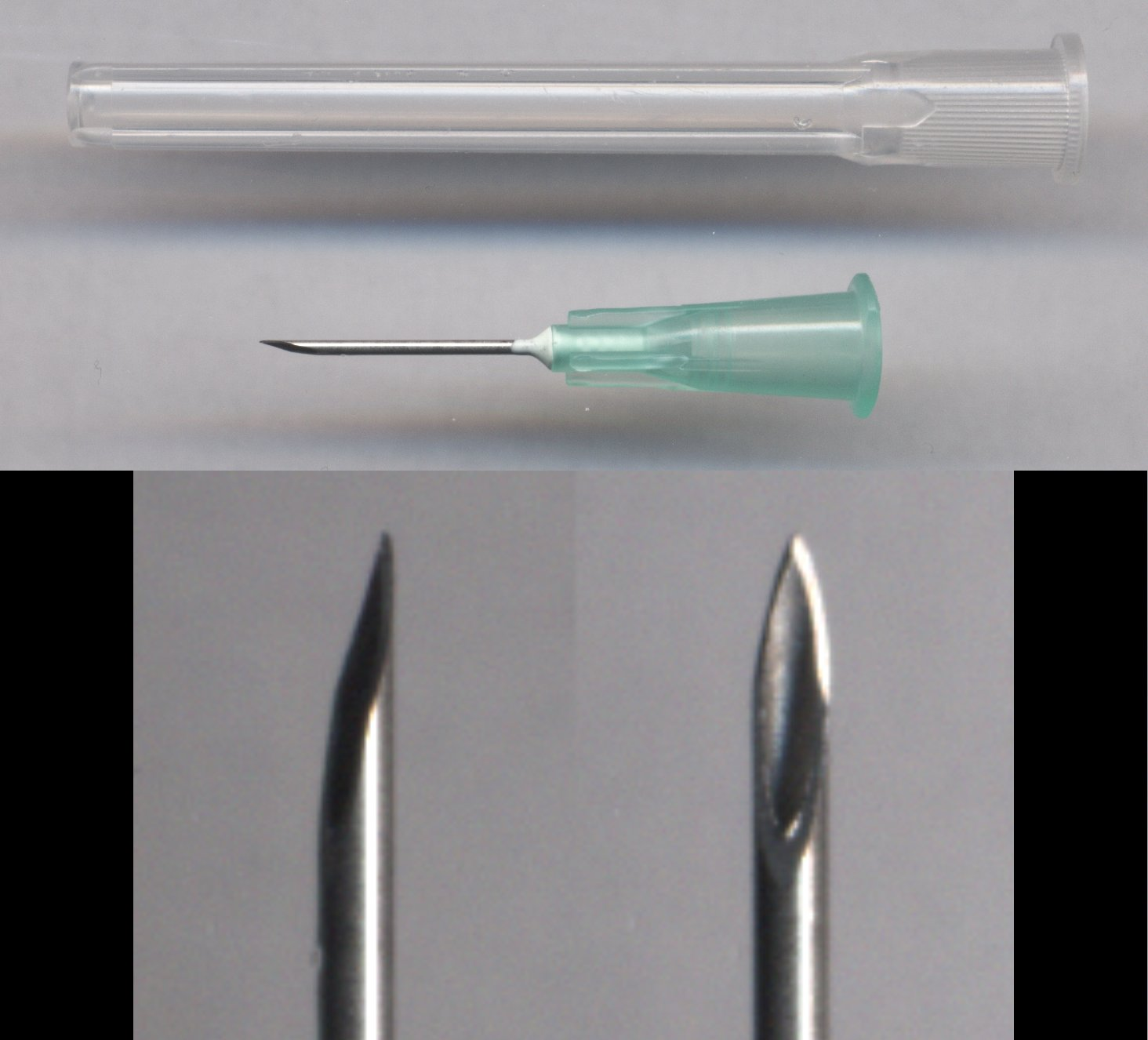
Aiguille creuse hypodermique en gros plan.

Une aiguille hypodermique est une aiguille creuse, utilisée généralement avec une seringue, qui peut traverser la peau pour injecter des substances dans le corps. Elles peuvent également être utilisées pour prélever des échantillons liquides du corps, par exemple dans le cadre d'un prélèvement sanguin. L'Espagnol Manuel Jalón Corominas est l’inventeur de l'aiguille hypodermique jetable.
Une aiguille hypodermique est utilisée quand la substance n'est pas correctement absorbée par le système digestif, comme l'insuline, ou si la substance doit être instantanément absorbée par le corps. La substance peut être injectée juste sous la peau (injection sous-cutanée), dans un muscle (injection intra-musculaire), ou dans la circulation sanguine (injection intraveineuse). Plus rarement, les aiguilles hypodermiques sont utilisées pour réaliser des injections dans les articulations (injection intra-articulaire), le liquide céphalorachidien (injection intrathécale), ou directement dans la peau (injection intra-dermique).
En théorie, toutes les aiguilles hypodermiques actuelles ainsi que leurs seringues sont conçues pour n'être utilisées qu'une seule fois (matériel à usage unique) en raison de la difficulté à réaliser une décontamination efficace, ainsi que – de façon marginale – pour éviter l'émoussement du biseau de l'aiguille après un usage répété. La réutilisation ou le partage des aiguilles peuvent transmettre des pathogènes, comme le VIH ou l'hépatite C. Les aiguilles sont normalement utilisées une seule fois et sont jetées dans des conteneurs à déchets d'activités de soins à risques infectieux (conteneurs de couleur jaune en France). Bien que les aiguilles réutilisables soient utiles pour certaines applications scientifiques, les aiguilles à usage unique sont très majoritaires en médecine. Les aiguilles à usage unique sont enchâssées dans une base en plastique ou en aluminium qui s'adapte à la seringue en poussant (Luer) ou en vissant (Luer-lock).
Les aiguilles hypodermiques sont faites d'acier inoxydable. L'extrémité de l'aiguille est biseautée pour former une pointe, afin de faciliter la pénétration de l'aiguille dans la peau. Le biseau de l'aiguille doit être orienté vers le haut lors de l'introduction de l'aiguille.
Le diamètre de l'aiguille est mesuré en gauges. Il existe plusieurs longueurs d'aiguilles pour un diamètre donné, et plusieurs systèmes de mesure des diamètres et longueurs d'aiguilles, comme le  ou l'échelle française de mesure des cathéters. Les aiguilles couramment utilisées en médecine vont de 7 gauges (les plus grosses) à 33 gauges (les plus petites) sur l'échelle de Stubs. À titre d’exemple, les prélèvements sanguins sont le plus fréquemment réalisés à l'aide d'aiguilles de 21 gauges. 
On estime qu'environ 10 % de la population souffre d'une phobie des aiguilles (trypanophobie), principalement des enfants.

### Articles connexes
- Canule
- Cathéter
- Traitement intraveineux
- Fusil hypodermique, projeteur de seringues hypodermiques à objectif sédatif sur des animaux sauvages.